# Digital Living Network Alliance
DLNA (Digital Living Network Alliance –Alianza para el estilo de vida digital en red en español–), fue una asociación de fabricantes de electrónica e informática sin ánimo de lucro fundada por Intel en junio de 2003 y disuelta en enero de 2017. Su objetivo fue definir directrices de interoperabilidad que permitan compartir medios digitales entre dispositivos de consumo como ordenadores, impresoras, cámaras, teléfonos móviles y otros dispositivos multimedia. Estas directrices toman como base estándares públicos ya existentes, pero solo pueden obtenerse previo pago. DLNA especifica la forma de utilizar estos estándares con el fin de que los distintos dispositivos que pueda haber dentro de una misma red se interconecten entre ellos para compartir sus contenidos.
DLNA utiliza Universal Plug and Play (UPnP) para la gestión, descubrimiento y control multimedia. UPnP define los tipos de dispositivos que DLNA soporta ("server", "renderer", "controller") y los mecanismos para acceder a los medios a través de la red. Las directrices DLNA suponen una capa de restricciones acerca de los tipos de formatos de fichero multimedia, codificaciones y resoluciones que los dispositivos deben soportar. La ventaja que ofrece es una fácil configuración y gran versatilidad. Este sistema puede funcionar tanto en redes Wifi como Ethernet. Las directrices de interoperabilidad DLNA permiten a los fabricantes participar en el creciente mercado de los dispositivos en red y se dividen en los siguientes componentes tecnológicos clave.
- Trabajo en Red y Conectividad
- Formatos Multimedia y Modelo de Transporte
- Gestión de Derechos Digitales y Protección de Contenidos
- Descubrimiento y Control de Dispositivos y Servicios
- Gestión Distribución y Control de Medios
- Gestionabilidad

Los miembros de la alianza han establecido el objetivo común de utilizar tecnologías estandarizadas que hagan más sencillo a los consumidores el uso y compartición de sus fotografías, música y vídeos. En enero de 2011, ya eran más de 9000 dispositivos diferentes los que habían obtenido el estado de "Certificado DLNA", indicado por un logo en su embalaje que confirma su interoperabilidad con los demás dispositivos DLNA. Se estima que ya se han vendido más de 440 millones de dispositivos certificados, desde cámaras digitales a videoconsolas y televisores.

## Historia
Intel fundó DLNA en junio de 2003 con el nombre de Digital Home Working Group, aunque lo cambió por el actual un año después, cuando publicó el primer conjunto de directrices para DLNA. La versión 1.5 de las directrices se publicó en marzo de 2006 y se ampliaron en octubre de ese mismo año; los cambios añaden dos nuevas categorías de productos — impresoras y dispositivos móviles — así como nuevas clases de dispositivos y una mejora en el soporte de los escenarios de uso relacionados con las nuevas categorías de productos.

## Especificación
Dentro de una red DLNA se pueden encontrar varios tipos de dispositivos con diversos roles que fundamentalmente se resumen en tres bien diferenciados:
Los servidores (Digital Media Servers) disponen de todo el contenido, típicamente son aparatos con dispositivos de almacenamiento masivo conectado que lo exportan a la red DLNA en forma de flujo compatible. En este segmento pueden encontrarse TV con disco duro o memorias USB conectadas, PCs con discos duros compartidos por DLNA, sistemas NAS, tabletas o móviles con almacenamiento interno disponible, etc.
Los controladores (Digital Media Controllers) son los que controlan la red DLNA. Definen el origen y el destino de los flujos de datos (vídeo, audio o fotos) así como permiten controlar la forma de reproducción: pausa, avance, retroceso etc. Típicamente son TV, tabletas o teléfonos móviles.
Los renderers (Digital Media Renderers) son los dispositivos capaces de negociar y recibir un flujo de datos compatible e interpretarlo para visualizarlo. Son generalmente dispositivos que tienen salida de audio o vídeo como pueden ser TV, móviles, PCs, etc.
Un mismo dispositivo (por ejemplo una TV) puede cumplir con los tres roles a la vez o solo con alguno. Típicamente los dispositivos que no tienen almacenamiento interno no pueden ser Digital Media Servers y muchos Digital Media Renderers pueden no ejercer de Digital Media Controllers si no es para reproducir un flujo utilizando el propio dispositivo como Digital Media Renderer.
El caso más versátil sería un Digital Media Controllers (por ejemplo un teléfono móvil) que selecciona un Digital Media Server como origen (por ejemplo un PC) y un Digital Media Renderer como destino (por ejemplo una TV). El Digital Media Server y el Digital Media Renderer se pondrán de acuerdo en el formato óptimo de envío y recepción para poder visualizar el fichero seleccionado por el Digital Media Controller.

## DLNA y el DRM
DLNA utiliza la tecnología de protección de datos DRM (Digital Rights Management, Gestión de derechos digitales en inglés), por lo que algunos contenidos no podrán leerse desde otros dispositivos.
Las especificaciones usan DTCP-IP como "protección de enlace" para la transmisión de contenidos protegidos por derechos de autor entre dispositivos.

## Compañías participantes
En junio de 2012, había 25 miembros promotores y 214 miembros contribuidores. Los miembros promotores son: ACCESS, AT&T, Awox, Broadcom, CableLabs, Cisco Systems, Comcast, DIRECTV, Dolby Laboratories, DTS, Ericsson, Hewlett-Packard, HTC, Huawei, Intel, LG Electronics, Microsoft, Motorola, Nokia, Panasonic, Qualcomm, Samsung Electronics, Sony Electronics, Technicolor y Verizon.
DLNA está dirigida por una junta directiva formada por nueve miembros. Hay ocho representantes permanentes de las siguientes compañías: Broadcom, Intel, Microsoft, Nokia, Panasonic, Samsung Electronics, Sony Electronics, Technicolor y un representante elegido por los miembros promotores.
La junta directiva supervisa la actividad de los cuatro siguientes comités:
- Comité de Ecosistema, planea el desarrollo futuro de las directivas DLNA
- Comité de Cumplimiento y Prueba, supervisa el programa de certificación y su evolución
- Comité de Mercadotecnia, promociona activamente DLNA a nivel mundial
- Comité Técnico, redacta las directivas DLNA

## Productos compatibles con DLNA

### Dispositivos certificados DLNA
Ya hay más de nueve mil productos certificados por DLNA en el mercado (2011). Entre ellos hay TVs, reproductores DVD y Blu-ray, videoconsolas, reproductores multimedia, marcos de fotos, cámaras, dispositivos NAS, PCs y teléfonos móviles. Se han realizado predicciones para saber cuantos productos certificados con DLNA se están vendiendo actualmente:
“De acuerdo a un estudio realizado por ABI Research, en 2008 ya se habían vendido cerca de 200 millones de productos; ese número ascenderá a más de 300 millones en el año 2012, y la curva de crecimiento aumentará en los siguientes años.”
Los consumidores pueden comprobar si un producto es certificado buscando el logo de DLNA en el propio dispositivo o consultando mediante la Búsqueda de Productos DLNA.

### Software certificado DLNA
A principios de 2011, DLNA inició un programa de certificación de software para facilitar a los consumidores la compartición de sus medios digitales en un rango más amplio de productos. DLNA certifica software que se comercializa directamente a los consumidores mediante tiendas, sitios Web y tiendas de aplicaciones móviles. Con el software certificado DLNA es posible que los consumidores actualicen productos de sus hogares no certificados e introducirlos en su ecosistema personal DLNA. Esto ayuda a ofrecer contenido como vídeos, fotos y música almacenados en dispositivos certificados DLNA a una mayor selección de equipos electrónicos, teléfonos móviles y PCs.

## Ejemplo
Imaginemos tener un DVR o nuestro ordenador; cualquier dispositivo compatible como televisiones o incluso consolas de videojuegos serían los clientes. Sólo necesitaríamos una copia del contenido y podríamos acceder a ella desde cualquier dispositivo. Podríamos escuchar desde el equipo de música los archivos almacenados en nuestro ordenador, ver desde el ordenador las películas guardadas en el DVR, y un largo etc.
Además, DLNA no es específicamente para la reproducción directa de un servidor a un cliente, por ejemplo, se puede tener un servidor compartiendo medios y un cliente, pero se puede controlar mediante otro equipo que tenga un cliente DLNA, y establecer de Origen al servidor, y de cliente, a ese mismo equipo, o cualquier otro; De este modo, el dispositivo intermedio funciona controlando qué se reproduce en el cliente, permitiendo cambiar el medio, subir o bajar volumen, o incluso pausando o adelantando la reproducción.

## Breve listado de dispositivos
- Access NetFront Living Connect
- Acer Notebook Personal Computer Aspire 5920G 5930G 4920G 4553G 4560 2920 5910 9920 7530
- Asus Transformer Prime
- BlackBerry (todos los modelos con sistema operativo igual o mayor a 7.1)
- Buffalo LinkTheater (tm) Wireless Network Media Player
- Denon AV Receiver
- Emtec S800H
- Huawei HG532c
- Huawei Ascend Y300
- Huawei Ascend Y550
- Huawei Ascend P6
- Huawei Ascend G510
- Huawei Ascend G730
- HTC Desire HD
- HTC Desire Z
- HTC EVO 3D
- T-Mobile HTC Mytouch 4G
- HTC Sensation
- I-O DATA AVeL LinkPlayer
- JVC Network Media Receiver
- JVC TV EXE
- Kenwood Data Communication Module
- LG BL40 New Chocolate
- LG BD390 Bluray Network Player
- LG NAS N2B1D
- LG NAS N2R1D
- LG NAS N1T1
- LG DP1B (Portable Theatre)
- LG DP1W (Wireless Portable Theatre)
- LG Infinia (TV 2010)
- LG Televisión inteligente (Upgrader)
- LG C900 Optimus 7Q
- LG P700 Optimus L7
- Motorola D3
- Motorola Atrix
- Motorola DEFY
- Motorola Droid X
- Motorola E8
- Motorola Milestone
- Motorola Milestone 2
- Motorola Pro
- Motorola Pro+
- Motorola Razr
- Motorola Motoluxe
- Nokia E5
- Nokia N79
- Nokia N82
- Nokia N85
- Nokia N95
- Nokia N95 8GB
- Nokia N96
- Nokia N900
- Nokia N9
- Nokia C7-00
- Nokia N8
- Orange Daytona
- Philips Wireless Music Receiver - SLA5520
- Philips Aurea 2
- Philips Screeneo HDP1550
- Philips Screeneo HDP1550TV
- Philips Screeneo HDP1590
- Philips Screeneo HDP1590TV
- Samsung INNOV8 8510i
- Samsung Galaxy 5
- Samsung Galaxy Pro, Ace y Fit
- Samsung Galaxy 3
- Samsung i9003 Galaxy SCL
- Samsung i9000 Galaxy S
- Samsung Galaxy S III
- Samsung Galaxy S II
- Samsung Galaxy Nexus
- Samsung Galaxy Tab
- Samsung SMART TV
- Samsung LE32B651
- Samsung LED TV Series 6,7,8 y 9.
- Samsung Omnia
- Samsung Omnia II
- Samsung Wave S8500
- Sony Digital Camera Cyber-shot - DSC-G1
- Sony Bravia TV LCD KDL-4./5./Z4100 & SERIES W45../47..
- Sony VAIO - VGN-N320E - VGN-NR320FH - VGN-C190G - VGN-N330FH - VGN-NR350FE - VGN-NR160E - VGN-NS130FE - VGN-AW11M/H - VGN-FZ250FE
- Sony VAIO - Serie CR
- Sony VAIO - CS200 Series
- Sony Ericsson Aino
- Sony Ericsson C905
- Sony Ericsson W705
- Sony Ericsson W995
- Sony Ericsson Satio
- Sony Ericsson Vivaz
- Sony Xperia sola
- Sony Xperia Z2
- Sony Xperia Z3
- Sony Ericsson línea XPERIA
- Toshiba TV REGZA
- Pioneer Blu-ray Player - BDP-94HD & LX70
- Panasonic
- PlayStation 3
- Xbox 360
- Xbox One
- Yamaha Audio DMP - VNP2 V2DB-YTD446
- ZyXEL - DMA-1000